# Artturi Järviluoma

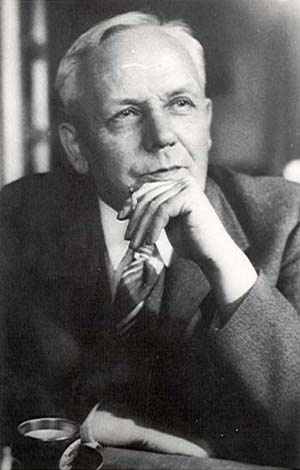
Artturi Järviluoma

Kustaa Artturi Järviluoma, född 9 augusti 1879 i Alavo, nuvarande Södra Österbotten, död 31 januari 1942 i Helsingfors, var en finländsk dramatiker. 
Efter att ha blivit student 1901 studerade Järviluoma några år vid Helsingfors universitet. Han var därefter affärsman, folkhögskollärare och slutligen journalist och från 1923 anställd som redaktionssekreterare vid tidningen "Iltalehti"  i Helsingfors. Han framträdde 1914 med folkskådespelet Pohjalaisia (Österbottningar). Detta på starka sceniska effekter byggda stycke blev mycket populärt och uppfördes även i Estland och Lettland. Leevi Madetoja skrev librettot till en opera med samma namn (musik av Leevi Madetoja), vilken uruppfördes i Helsingfors 1924 och hade stockholmspremiär 1927.